# Граф Дамбартон
Граф Дамба́ртон (англ. Earl of Dumbarton) — шотландский титул, происходящий от названия шотландского города Дамбартон. Титул создавался дважды: в 1675 году в пэрстве Шотландии вместе с титулом барона Дугласа из Эттрика (англ. Lord Douglas of Ettrick) и в 2018 году — в пэрстве Соединённого королевства.

## История титула
Впервые титул был создан королём Карлом II 9 марта 1675 года вместе с титулом барона Дугласа из Эттрика для Джорджа Дугласа, одного из младших сыновей Уильяма Дугласа, 1-го маркиза Дугласа. Джордж был профессиональным военным, дослужившийся до звания генерала-майора, который большую часть жизни провёл на службе у короля Франции Людовика XIV. При этом поместий к титулам не прилагалось, и Джеймс жаловался на то, что эти титулы стоили ему больших денег. Будучи католиком, Джеймс после свержения в 1688 году короля Якова II сопровождал его в изгнании во Францию, где и умер. После смерти Джеймса титулы его унаследовал единственный сын Джордж Дуглас, 2-й граф Дамбартон. Как и отец, он был профессиональным военным, дослужившись до звания полковника. Женат он не был, детей не оставил, после его смерти 7 января 1749 года оба титула исчезли.
19 мая 2018 года титул был воссоздан в пэрстве Соединённого королевства Елизаветой II в качестве вспомогательного титула для её внука, принца Гарри, в честь его свадьбы. В качестве основного принц Гарри использует титул герцога Сассекского, также он носит титул барона Килкила.

## Графы Дамбартон
1-я креация (1675)

Герб графов Дамбартон (1-я креация)

- 1675—1692: Джордж Дуглас (1635 — 20 марта 1692), 1-й граф Дамбартон и 1-й барон Дуглас из Эттрика с 1675, генерал-майор[5];
- 1692—1749: Джордж Дуглас[англ.] (1687 — 7 января 1749), 2-й граф Дамбартон и 2-й барон Дуглас из Эттрика с 1692, сын предыдущего[6].

2-я креация (2018)
- 2018—н. в.: Гарри (Генри) (род. 15 сентября 1984), английский принц, герцог Сассекский, граф Дамбартон и барон Килкил с 2018, второй сын короля Великобритании Карл III[7].